# 凱文ZP98手槍
凱文ZP98（通常被稱為“凱文”）是一種在捷克共和國生產的袖珍型半自動手槍，該槍在美國由麥林研究公司以迷你沙漠之鷹（ME380）的名義販售。

## 概述
凱文手槍是由安東·曾德爾在1990年代未期研製，其設計目的是要成為執法人員和平民的隱蔽武器。此槍的槍身是由高強度的鋁合金製成，槍管和套筒皆是鋼製品，而握把則由增強的橡膠化合物製成。在操作方面凱文手槍採用了雙動扳機的設計，並以ZVI公司設計的反衝系統運作。而瞄具是固定的機械瞄具。附帶一提，此槍沒有保險裝置。

## 用途
凱文手槍在捷克相當流行，並能滿足平民隱蔽攜帶的需求。而在美國則由麥林研究公司以迷你沙漠之鷹（ME380）的名義販售。ZVI公司也嘗試把凱文手槍改裝為9×18毫米馬卡洛夫口徑並銷往東歐市場。

## 另見
- 沙漠之鷹
- CZ 75
- CZ 82
- 瓦爾特PPK
- 64式手槍
- Falcon狙擊步槍

## 外部連結
- ZVI公司官網（页面存档备份，存于）
- 麥林研究公司官網